# The Odd Future Tape
The Odd Future Tape è il mixtape di debutto del gruppo rap statunitense Odd Future, pubblicato indipendentemente il 15 novembre 2008.

## Tracce
1. Tyler, The Creator – The Tape Intro – 3:04
2. Tyler, The Creator & Casey Veggies – Odd Toddlers – 3:36
3. Hodgy – Laxin – 1:31 – The Super 3
4. Casey Veggies & Tyler, The Creator – Back For Another One – 3:30
5. Hodgy, Tyler, The Creator, Casey Veggies – Bubble Gum – 4:26 – The Super 3
6. Tyler, The Creator – Fucking Lame – 2:26
7. MellowHype & Tyler, The Creator – Pimp Slap – 4:05
8. Tyler, The Creator – Bitches Brewin' – 2:47
9. Casey Veggies & Hodgy – Money Talk – 3:00 – The Super 3
10. Hodgy – Our Story – 1:56 – The Super 3
11. Casey Veggies – The Life Like – 3:13
12. MellowHype – McDonalds – 2:43
13. Tyler, The Creator & Hodgy – Slow It Down – 3:08
14. Casey Veggies, Hodgy, Tyler, The Creator – Remember Me – 3:39
15. MellowHype – Malaya – 3:01
16. I Smell Panties, Casey Veggies, MellowHype – Lisa – 5:10
17. Tyler, The Creator – Fin. – 5:15
18. Tyler, The Creator & Casey Veggies – Commercial – 2:52
19. Tyler, The Creator – Dracula – 2:14